# Wit parelhout
Wit parelhout (Aspidosperma excelsum syn. A. marcgravianum) is een grote boomsoort die voornamelijk groeit in het Amazoneregenwoud. De boom kan zeker 30 meter hoog worden en heeft grote plankwortels. De boom wordt vaak in de volksgeneeskunst toegepast en is een belangrijke bron van tropisch hardhout.
De dunne bast is geelbruin en bevat enig melksap. De bladeren hebben een 1 cm lange steel. Ze staan afzonderlijk en hebben een elliptische vorm met een lengte van 10 cm. De top is spits en de basis stomp. De bloeiwijze is vrij kort en bevat bolletjes met groenachtige bloempjes die slechts enkele millimeters groot zijn. Ze verspreiden een zoetige geur. De vruchten zijn rond en plat met een diameter van 5 tot 7 cm. Ze zijn bezet met wratachtige uitstulpingen en kunnen zich met twee kleppen openen. In iedere vrucht zit een stapeltje zeer platte zaden die voorzien zijn van een brede vleugel.
Het verspreidingsgebied ligt in tropisch Zuid- en Centraal-Amerika: Ecuador, Peru, Brazilië, de Guiana's, Colombia tot in Costa Rica

## De bast
Van de bast wordt thee getrokken of tinctuur vervaardigd. Het wordt vooral tegen malaria gebruikt, maar er worden ook bloeddrukverlagende eigenschappen aan toegeschreven.
Relyveld isoleerde de alkaloïden apsidexcelcine en aspidexcine C42H56N4O4 uit de plant. Benoin et al. vonden yohimbine, O-acetylyohimbine en een nieuw alkaloïde excelsinine.

## Het hout
Houtbewerking is niet zonder problemen. Het verse hout is giftig en kan irritaties veroorzaken. Het zaagsel kan de huid aantasten en spierzwakte, krampen, zweten en duizeligheid veroorzaken. Het grondig gedroogde hout is niet langer schadelijk, hoewel organische oplosmiddelen de schadelijke stoffen weer vrij kunnen maken.
Het hout is duurzaam, compact, sterk en elastisch. Het wordt in de bouw gebruikt en voor molenrollers. De grote plankwortels worden vaak als peddels voor kano's gebruikt. Ze zijn licht sterk en erg duurzaam.